# Walther Ilges
Franz Walther Ilges (* 31. Mai 1870 in Breslau; † 21. Februar 1941 in Berlin) (auch häufig: Walter Ilges, F. Walther Ilges und unter dem Pseudonym Hardefust) war ein deutscher Schriftsteller und SS-Führer. Ilges wurde in der historischen Forschung vor allem als erster Judenreferent des Sicherheitsdienstes des Reichsführers SS (SD) beachtet.

## Leben und Wirken
Nach dem Schulbesuch studierte Ilges Germanistik. Von 1914 bis 1918 nahm er am Ersten Weltkrieg teil, in dem er den Rang eines Majors erreichte.
In der Zeit der Weimarer Republik verdiente Ilges seinen Lebensunterhalt als Schriftsteller. Den Schwerpunkt seines Schaffens legte er dabei auf dramatische Schauspiele. Sein bekanntestes Werk als Autor wurde das in der Zeit der Französischen Revolution angesiedelte Drama Die Laterne.
Zum 1. August 1930 trat Ilges in die NSDAP (Mitgliedsnummer 283.738) und kurz darauf in die SS (SS-Nummer 36.239) ein. Politisch hatte er sich bereits früher stark rechts durch seine Mitgliedschaft im Alldeutschen Verband, dessen Kölner Ortsgruppe er zeitweise vorstand, positioniert. Nach seinem Eintritt in die NSDAP begann Ilges sich intensiv publizistisch im Sinne der NSDAP zu betätigen. Zum Teil unter seinem richtigen Namen und zum Teil unter dem Pseudonym Hardefust veröffentlichte er diverse Broschüren, die das politische Tagesgeschehen und die jüngere Geschichte Deutschlands seit dem Ersten Weltkrieg im Sinne der völkischen Weltanschauung betrachteten. So legte er z. B. im April 1934 die Broschüre Hochverrat des Zentrums am Rhein vor, in der er sich mit den separatistischen Bestrebungen im Rheinland zu Beginn der 1920er Jahre befasste und unter anderem den späteren Bundeskanzler Konrad Adenauer attackierte.
Kurz nach dem Machtantritt der Nationalsozialisten im Frühjahr 1933 wurde Ilges in den Sicherheitsdienst der SS (SD) übernommen. Etwa im Sommer 1933 erhielt er eine Stellung im SD-Amt in München, das zu dieser Zeit als Vorgängerinstitution des SD-Hauptamtes als Zentrale des SD fungierte. Michael Wildt identifiziert Ilges für die Jahre 1933 bis 1935 als Leiter der Unterabteilung IV/II („Juden, Pazifisten, Greuelpropaganda, Emigranten im Ausland“) des SD-Amtes. Bemerkenswert ist, dass Ilges in dieser Stellung der erste Leiter einer für „Judenangelegenheiten“ zuständigen Abteilung in dem später maßgeblich an der Planung und Durchführung der Judenverfolgung und -vernichtung während des Zweiten Weltkriegs beteiligten SD war. Aus Ilges’ Zeit als Leiter des Judenreferates stammt ein im Mai 1934 für Heydrich angefertigtes Memorandum, das als Dokument für die Genese zur Entwicklung hin zum Holocaust in der Forschung größere Aufmerksamkeit gefunden hat. In diesem Memorandum – das nach Wildt vermutlich von Ilges verfasst wurde – wird die Forderung erhoben, dass das „Ziel der Judenpolitik [des NS-Staates] die restlose Auswanderung“ sein müsse, was in der Tat bis 1940/1941 die Leitlinie der Judenpolitik des SD war.
Ilges Kollege Werner Best beschrieb Ilges nach dem Zweiten Weltkrieg als „kölschen Tünnes“, der in SD-Kreisen als eine „etwas komische Figur“ gegolten habe und „nicht sehr ernst genommen wurde“. Neuberger knüpft an diese Aussage die Einschätzung an, das Ilges Tätigkeit bei seinen Kollegen in der SD-Zentrale „nur wenig Anerkennung gefunden“ habe. Shlomo Aronson urteilte demgegenüber in den 1960er Jahren in seiner Studie zur Frühgeschichte des SD, dass Ilges aufgrund der stark weltanschaulich fokussierten Gegnerbetrachtung des SD neben Wilhelm August Patin und Julius Plaichinger „zweifellos der wichtigste“ Mitarbeiter Heydrichs in der SD-Zentrale der Jahre 1933/1934 gewesen sei, „weil seine «Sachgebiete» nach 1933 Vorrang erhielten“.
Heinz Höhne bezeichnete Ilges in seiner Monographie zur Geschichte der SS als „Verfasser einer Liquidationsliste“ nach der einige der Rollkommandos während der Röhm-Affäre im Sommer 1934 ihre Mordtätigkeit ausgerichtet hätten und zitiert ihn Ilges für die Tage vor dem Putsch mit den Worten:
„Wissen Sie, was Blutrausch bedeutet? Ich habe das Gefühl, in Blut waten zu dürfen.“
Im Zuge der schrittweisen Verlegung der SD-Zentrale von München nach Berlin 1933/1934 scheint Ilges aus dieser ausgeschieden zu sein. Wildt zufolge übernahm Leopold Itz Edler von Mildenstein im Juli 1935 die Leitung des Judenreferates. Anfang 1937 wurde Ilges zum SS-Obersturmbannführer befördert und in den Ruhestand versetzt.
Ilges Sohn, Wolfgang Ilges war 1941 Mitglied des SS-Einsatzkommandos Tilsit. Er wurde 1957 vom Landgericht Stuttgart wegen Beihilfe zum Mord zu vier Jahren Zuchthaus verurteilt.

## Schriften

### Werke als Schriftsteller
- Die Laterne. Ein Schattenspiel. 1925.
- Babylon. Das Drama eines Weltunterganges. 1925.
- Das Teufelsspiel von der Fürstin Borghese. 1925.
- Gräfin Dubarry. Eine tragische Komödie. 1927.
- Das weiße Kätzchen. Ein Lustspiel der Eifersucht. 1927.
- Das Türkische Kabinet. Eine erotische Komödie. 1929.
- Casanova revanchiert sich! Komödie in vier Akten. 1937.

### Politische Broschüren
- Revolution! Wer hat die Revolution gemacht? Wer hat die Revolution bezahlt? Was hat die Revolution gebracht? s.l.e.a. [Berlin 1932] (unter dem Pseudonym Hardefust veröffentlicht).
- Was hat uns der Bolschewismus gekostet?, München 1932. (unter dem Pseudonym Hardefust veröffentlicht)
- Hochverrat des Zentrums und der Bayerischen Volkspartei 1919–1933. Die geplante Aufteilung Deutschlands. 1933.
- Hochverrat des Zentrums am Rhein. Neue Urkunden über die wahren Führer der Separatisten. Berlin 1934. (zusammen mit Hermann Schmid)

### Historische Arbeiten
- M. von Munkacsy. Künstlermonographie, 1899.
- Blätter aus dem Leben und Dichten eines Verschollenen. Zum 100. Geburtstage von Ernst Ortlepp. 1900.
- Casanova in Köln. Die Kölner Erlebnisse des Abenteurers auf Grund neuer Quellen und Urkunden. 1926.
- Casanova in Berlin. In:  Mitteilungen des Vereins für die Geschichte Berlins. Nr. 3, 1931, S. 87–95 (zlb.de). (Schluss). In:  Mitteilungen des Vereins für die Geschichte Berlins. Nr. 4, 1931, S. 115–119 (zlb.de).